# Van de Veldestraat

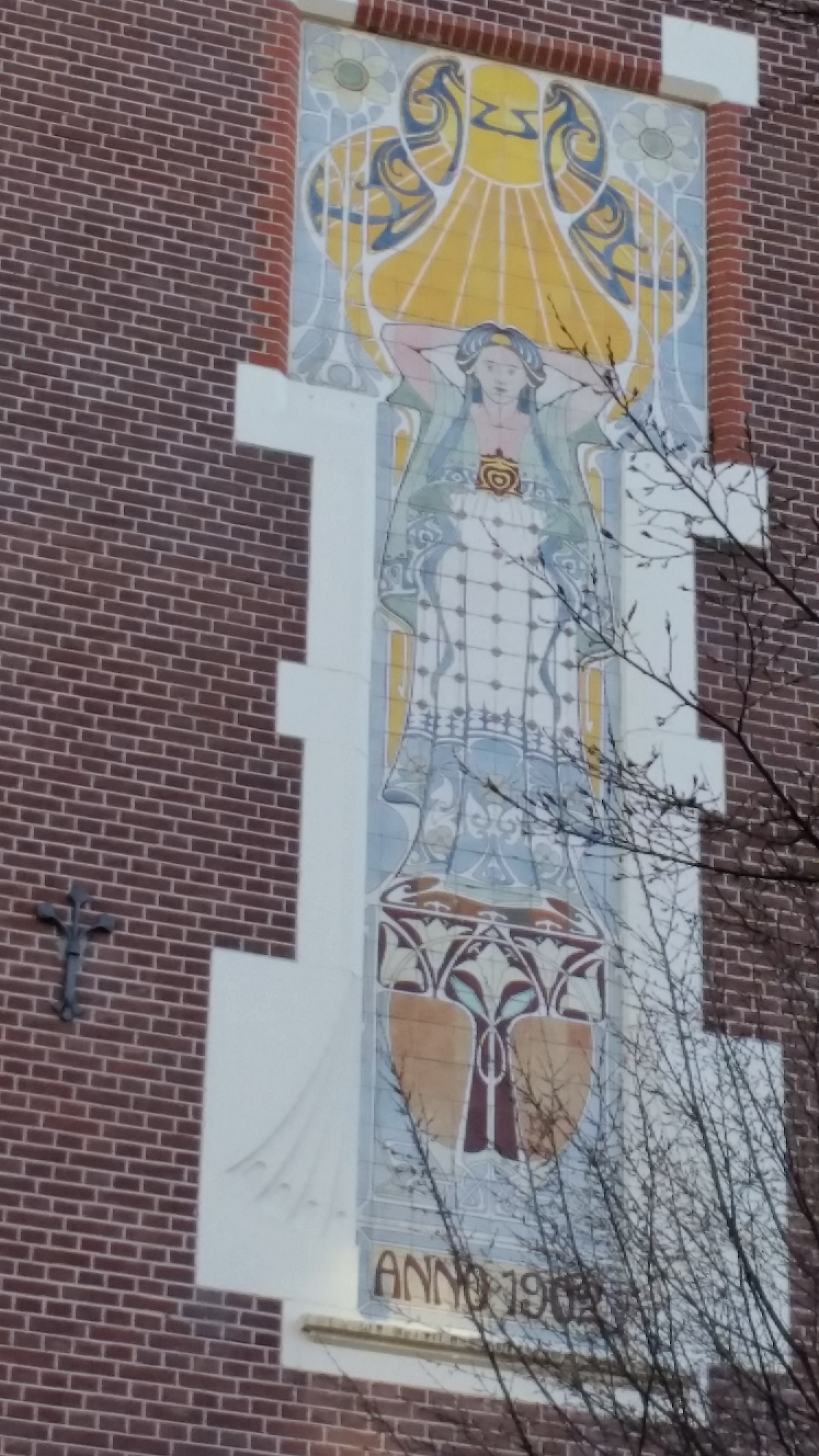
Tegeltableau in zijgevel van Jan Luijkenstraat 37

De Van de Veldestraat is een relatief korte straat in het Museumkwartier Amsterdam-Zuid. De straat werd op 10 juni 1880 per raadsbesluit vernoemd naar de broers en schilders Adriaen van de Velde (bekend van landschappen) en Willem van de Velde de Jonge (zeegezichten). De gehele straat is voetgangersgebied.

## Geschiedenis en ligging
De naam van de straat lag al vast voordat de buurt hier ingericht werd. Dat had te maken met de bouw van het Rijksmuseum en de naamsleep daarvan. De straat begint aan de P.C. Hooftstraat en eindigt sinds 1998 aan de Paulus Potterstraat. Tot dat jaar liep de straat tot aan de grasvelden van het Museumplein en ooit waren er plannen om de straat verder over het plein aan te leggen, zodat de Van de Veldestraat aansloot op de Teniersstraat. Dat ging allemaal niet door. Door de straat in te korten tot de Paulus Potterstraat, kon voor het laatste stukje de tenaamstelling Willem Sandbergplein gegeven worden.

## Gebouwen
Geen enkel gebouw met een adres aan de Van de Veldestraat is aangewezen als gemeentelijk of rijksmonument. De straat valt in twee delen uiteen:
Van de P.C. Hooftstraat tot Jan Luijkenstraat staan slechts vier gebouwen, waarvan er drie hoekpanden zijn:
- P.C. Hooftstraat 99 uit rond 1874 heeft een zijgevel aan de Van de Veldestraat, het ontwerp is afkomstig van architect J. Servais, verantwoordelijk voor het ontwerp van het Museum Hotel aan het begin van de P.C. Hooftstraat; de achterliggende serre werd later geplaatst
- P.C. Hooftstraat 101-103 uit rond 1875 heeft ook een zijgevel aan de Van de Veldestraat, aan dat pand is gebouwd Van de Veldestraat 2-6. Het ontwerp van beide gebouwen is afkomstig van C. Meijers. De serre en erker aan de Van de Veldestraat zijn van later datum; het ontwerp daarvan werd in 1902 gemaakt door de gerenommeerde architect Jacobus Augustinus van Straaten.[1]
- Van de Veldestraat 3, hoek Jan Luijkenstraat, een schoolgebouw uit 1900 van de behoudende architect Jonas Ingenohl gebouwd voor de Nieuwe Schoolvereeniging hetgeen door een tegeltableau in de gevel is aangegeven; sinds de oplevering heeft het onderdak gegeven aan een huishoudschool, het Instituut Schreuder (toen school voor kinderen van bemiddelde ouders) en later een basisschool (Cornelis Vrijschool)[2]; opvallend aan het gebouw is dat het metselwerk rond de raamgangen van veel later datum is; de gevel vertoont op de hoek gelijkenis met trapgevels
- een tweede hoek aan de Jan Luijkenstraat wordt in beslag genomen door de bij de school horende speelplaats.

Van de Jan Luijkenstraat tot de Paulus Potterstraat:
- Jan Luijkenstraat 29-33, een gemeentelijk monument, architect Huibertus Bonda (186201951), burchtachtig uiterlijk, heeft een zijgevel aan de Van de Veldestraat
- Van de Veldestraat 5-7, een bijna symmetrisch dubbel herenhuis (met links een puntgevel, rechts niet), ontworpen door architect Johannes Jacobus van Noppen (1876-1947) met tegeltableaus in de trapportalen;[3]
- tussen Van de Veldestraat 5-7 en nr. 9 is een poortje gemaakt, ontwerp van Van Noppen
- van de Veldestraat 9 met aansluitende bouw Paulus Potterstraat 30/30a; architect Karel Muller; gebouwd rond 1900; in 2015 opende Gordon hier zijn restaurant Blushing
- Jan Luijkenstraat 37 van Foeke Kuipers heeft een lange zijgevel aan de Van de Veldestraat; die zijgevel laat een metershoog geveltableau zien, maar ook een opvallend kleine brievenbus;
- Jan Luijkenstraat 10, een schoolgebouw van Instituut Schreuder, dat zich hier vestigde in de jaren twintig van de 20e eeuw in een rond 1900 gebouwde (Agatha Deken-)school; in de periode 1995 tot en met 1997 werd het afgebroken en vervangen door nieuwbouw van architect Hans Wagner met een opvallende ramenrij op de begane grond
- Paulus Potterstraat 32-38 van architect/bouwkundige Albert Lubbers heeft een zijgevel aan de Van de Veldestraat; ook het muurtje tussen dit gebouw en de bovenstaande school is afkomstig van Lubbers.

## Kunst
In de straat zijn artistieke speelobjecten geplaatst ten behoeve van de schoolkinderen, die zich ook kunnen ontspannen op het terrein van het Museumplein. Voor het overige rest alleen het tegeltableau op gebouw Jan Luijkenstraat 37. Vanaf de kruising met de Paulus Potterstraat heeft men zicht op het Van Gogh Museum en het Stedelijk Museum Amsterdam.

## Afbeeldingen

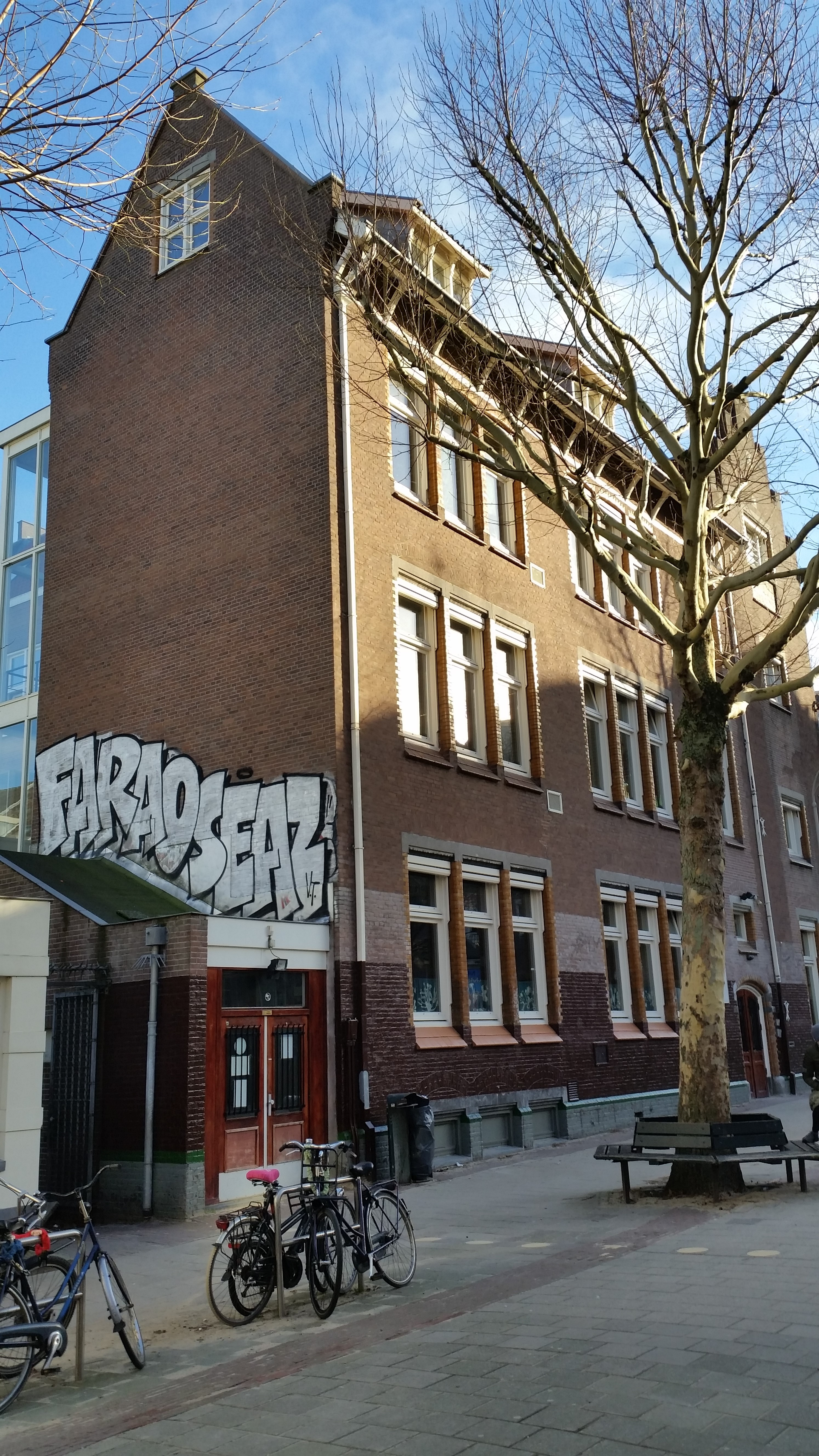
Hoge gevel Van de Veldestraat 3 (januari 2019)
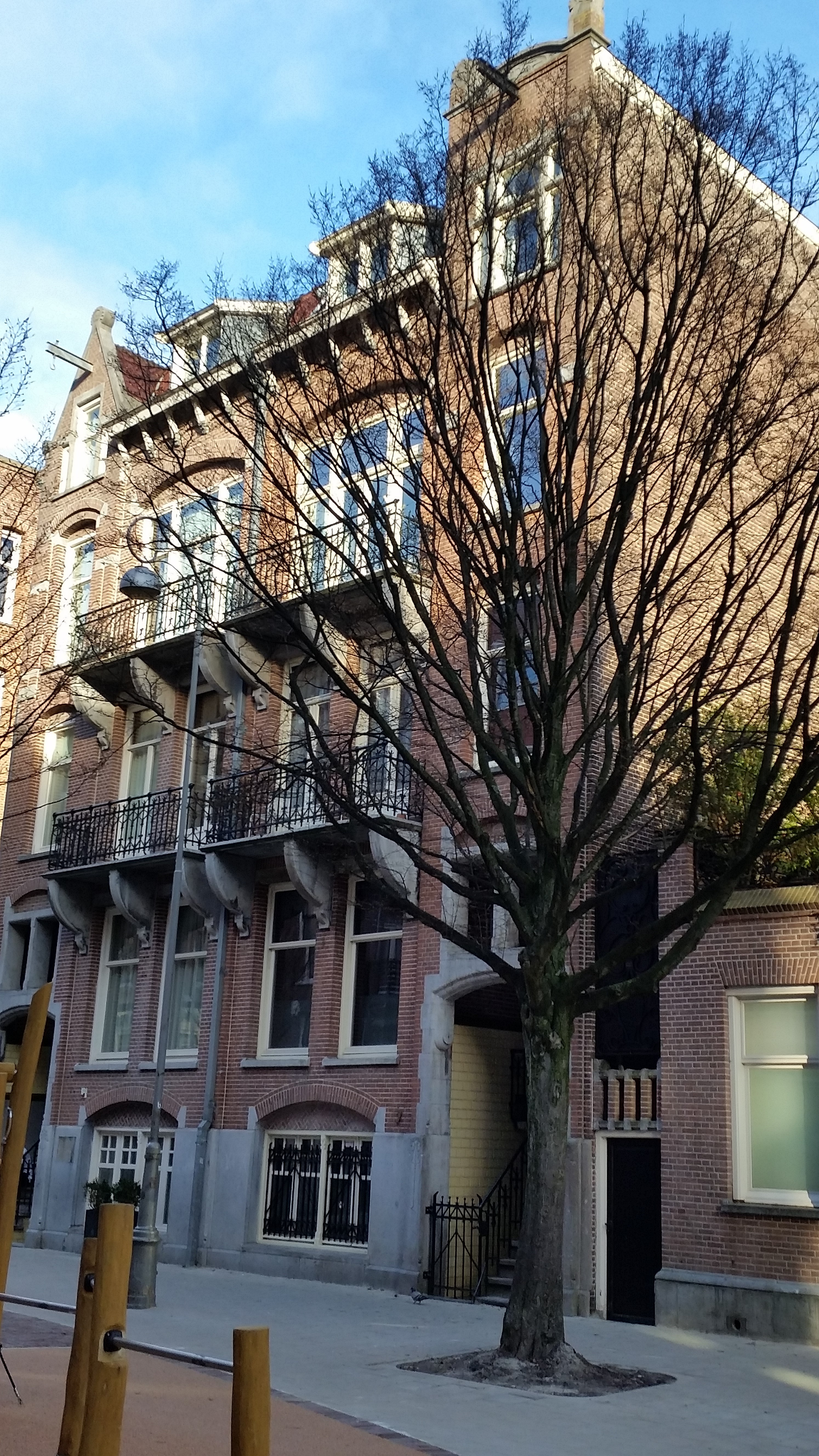
Van de Veldestraat 5-7 (januari 2019)
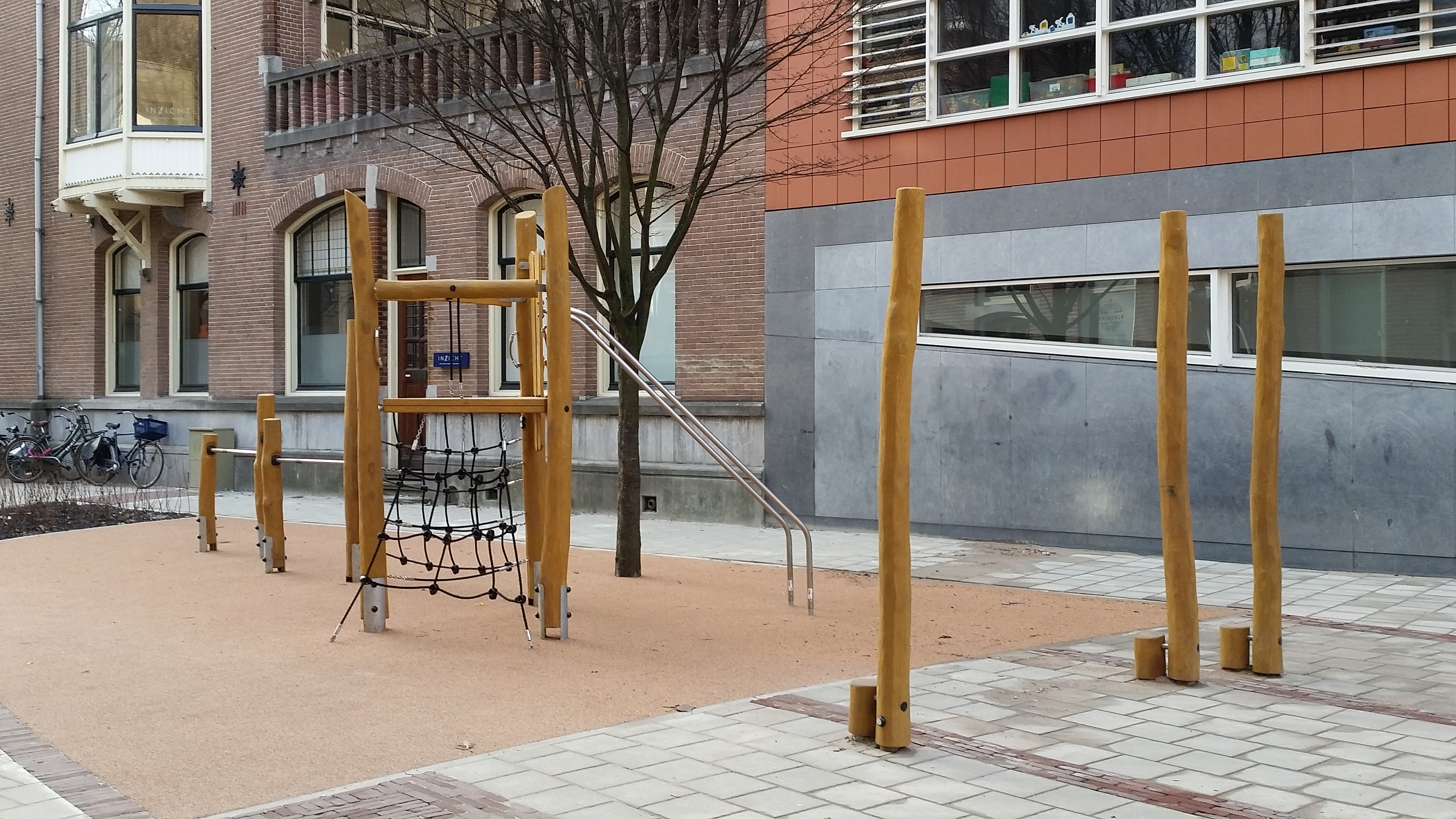
Klimtoestel (januari 2019)